# Gueltas
Gueltas (in bretone: Gweltaz) è un comune francese di 548 abitanti situato nel dipartimento del Morbihan nella regione della Bretagna.

## Società

### Evoluzione demografica
Abitanti censiti